# Štěměchy
Štěměchy település Csehországban, a Třebíči járásban. Štěměchy Chlístov, Želetava, Cidlina, Rokytnice nad Rokytnou, Předín, Římov és Lesná településekkel határos. Lakosainak száma 304 fő (2024. január 1.).

## Népesség
A település lakosságának változását az alábbi diagram mutatja:
| Lakosok száma | 486  | 502  | 536  | 486  | 379  | 305  | 307  | 300  | 289  | 304  |
|               | 1869 | 1900 | 1921 | 1961 | 1980 | 2011 | 2016 | 2019 | 2021 | 2024 |